# Goldenstedt
Goldenstedt est une ville d'Allemagne, dans l'arrondissement de Vechta en Basse-Saxe. Elle a un peu plus de 9 000 habitants.

## Géographie
La commune est située à 12 km au sud de Wildeshausen. Elle est traversée par la Hunte.

## Histoire
Goldenstedt est mentionnée pour la première fois dans un document officiel en 1080.

## Personnalités liées à la ville
- Theodor Hartz (1887-1942), martyr né à Lutten.

## Jumelage
- Bosc-le-Hard (France) depuis 1989